# أكسيد الكادميوم
 أكسيد الكادميوم  مركب كيميائي له الصيغة CdO ، ويكون على شكل بلورات حمراء بنية.

## الخواص
- انحلالية أكسيد الكادميوم في الماء ضعيفة جداً، كذلك لا ينحل في القلويات، إلا ينحل في كل من الأحماض ومحاليل أملاح الأمونيوم.
- البنية البلورية لأكسيد الكادميوم مشابهة لكلوريد الصوديوم بنية مكعبية مركزية الوجوه.
- الناقلية الكهربائية لبلورات أكسيد الكادميوم جيدة.

## التحضير
يحضر أكسيد الكادميوم من تفاعل مصهور فلز الكادميوم مع أكسجين الهواء:
Cd + 1/2 O2 →CdO

## الاستخدامات
يستخدم كحفاز في الاصطناعات العضوية.